# Ilhas Sula
As ilhas Sula (em indonésio:  Kepulauan Sula) são um sub-arquipélago das Ilhas Molucas, na Indonésia. Ficam a leste de Celebes. As suas três ilhas principais são Mangole, Sanana (Sulabesi) e Taliabu, com as ilhas menores de Lifamatola e Seho. Administrativamente formam a Regência Kepulauan Sula (Kabupaten Kepulauan Sula). A sua área é de 9632 km² e a população era de 132 070 habitantes no censo de 2010.
Antes da independência da Indonésia, as ilhas Sula também eram conhecidas como as Ilhas Xulla.